# Lake Elmo (Minnesota)
Pour les articles homonymes, voir Lake Elmo.
Lake Elmo est une ville américaine située dans le Comté de Washington, dans le Minnesota. Selon le recensement de 2010, sa population est de 8 069 habitants.